# Mehrkampf-Meeting Ratingen
De Mehrkampf-Meeting Ratingen is een internationale meerkampwedstrijd, die jaarlijks wordt gehouden in het Stadion Ratingen in de gelijknamige Duitse stad Ratingen. Het programma van de atletiekmeeting bestaat uit een tienkamp voor mannen en een zevenkamp voor vrouwen. De wedstrijd werd voor het eerst in 1997 georganiseerd en vond tot nu toe zestien keer plaats. De wedstrijd is onderdeel van het globale meerkampcircuit IAAF World Combined Events Challenge sinds de oprichting ervan in 1998. De wedstrijd vindt in 2012 in de avond plaats, in plaats van overdag, zoals gebruikelijk is bij de meerkamp. De Mehrkampf-Meeting Ratingen wordt meestal georganiseerd in het midden van juni.
De wedstrijd kan over het algemeen rekenen op een sterk deelnemersveld, waar het thuisland Duitsland altijd goed is vertegenwoordigd. Bij de mannen won een Duitser de helft van de keren, bij de vrouwen leverde Duitsland in driekwart van de gevallen de winnares. De succesvolste deelnemer van de meerkampmeeting is Sabine Braun, die de wedstrijd vier keer won, in 1997, 1998, 1999 en 2002 en tevens recordhoudster is van de wedstrijd. Er is tweemaal een continentaal record verbeterd: beide keren door de Algerijn Larbi Bouraada, die in 2011 en 2012 het Afrikaans record verbeterde tot respectievelijk 8302 en 8332 punten.

## Meetingrecords
| Onderdeel | Prestatie | Atleet       | Nationaliteit | Datum           |
| --------- | --------- | ------------ | ------------- | --------------- |
| zevenkamp | 6.878 pt  | Sabine Braun | GER           | 31 mei/1 juni   |
| tienkamp  | 8.701 pt  | Roman Šebrle | CZE           | 15/16 juni 2002 |

## Winnaars
| Editie | Tienkamp (mannen) | Tienkamp (mannen) | Tienkamp (mannen) | Zevenkamp (vrouwen)  | Zevenkamp (vrouwen) | Zevenkamp (vrouwen) |
| Editie | Winnaar           | Land              | Punten            | Winnares             | Land                | Punten              |
| ------ | ----------------- | ----------------- | ----------------- | -------------------- | ------------------- | ------------------- |
| 1997   | Frank Busemann    | GER               | 8.556             | Sabine Braun         | GER                 | 6.787               |
| 1998   | Klaus Isekenmeier | GER               | 8.236             | Sabine Braun         | GER                 | 6.381               |
| 1999   | Frank Busemann    | GER               | 8.414             | Sabine Braun         | GER                 | 6.352               |
| 2000   | Stefan Schmid     | GER               | 8.485             | Astrid Retzke        | GER                 | 6.379               |
| 2001   | Stefan Schmid     | GER               | 8.287             | Natalya Roshchupkina | RUS                 | 6.433               |
| 2002   | Roman Šebrle      | CZE               | 8.701             | Sabine Braun         | GER                 | 6.254               |
| 2003   | Roman Šebrle      | CZE               | 8.606             | Sonja Kesselschläger | GER                 | 6.296               |
| 2004   | Dennis Leyckes    | GER               | 8.172             | Kylie Wheeler        | AUS                 | 6.296               |
| 2005   | André Niklaus     | GER               | 8.193             | Kylie Wheeler        | AUS                 | 6.231               |
| 2006   | Dmitri Karpov     | KAZ               | 8.414             | Ljoedmila Blonska    | UKR                 | 6.427               |
| 2007   | Arthur Abele      | GER               | 8.269             | Lilli Schwarzkopf    | GER                 | 6.343               |
| 2008   | Leonel Suárez     | CUB               | 8.451             | Lilli Schwarzkopf    | GER                 | 6.536               |
| 2009   | Yordani García    | CUB               | 8.348             | Jennifer Oeser       | GER                 | 6.442               |
| 2010   | Yordani García    | CUB               | 8.288             | Jennifer Oeser       | GER                 | 6.427               |
| 2011   | Larbi Bouraada    | ALG               | 8.302             | Jennifer Oeser       | GER                 | 6.663               |
| 2012   | Larbi Bouraada    | ALG               | 8.332             | Julia Mächtig        | GER                 | 6.341               |
| 2013   | Pascal Behrenbuch | GER               | 8.514             | Julia Mächtig        | GER                 | 6.430               |
| 2014   | Rico Freimuth     | GER               | 8.356             | Lilli Schwarzkopf    | GER                 | 6.426               |
| 2015   | Michael Schrader  | GER               | 8.419             | Anouk Vetter         | NED                 | 6.387               |
| 2016   | Arthur Abele      | GER               | 8.605             | Jessica Ennis-Hill   | GBR                 | 6.733               |
| 2017   | Rico Freimuth     | GER               | 8.663             | Carolin Schäfer      | GER                 | 6.667               |
| 2018   | Arthur Abele      | GER               | 8.481             | Carolin Schäfer      | GER                 | 6.549               |
| 2019   | Kai Kazmirek      | GER               | 8.444             | Verena Preiner       | AUT                 | 6.591               |
| 2020   |                   |                   |                   |                      |                     |                     |
| 2021   | Kai Kazmirek      | GER               | 8.184             | Georgia Ellenwood    | CAN                 | 6.314               |
| 2022   | Simon Ehammer     | SUI               | 8.354             | Sophie Weißenberg    | GER                 | 6.273               |
| 2023   | Niklas Kaul       | GER               | 8.484             | Carolin Schäfer      | GER                 | 6.369               |